# Bataille de Wawon
Guerre de Corée
Batailles
Offensive nord-coréenne :

(juin 1950 - septembre 1950)
- Pokpung
- Chuncheon
- Séoul (1re)
- Busan (navale)
- Chumunjin
- Osan
- Pyeongtaek
- Cheonan
- Chochiwon
- Daejeon
- Sangju
- Yongdong
- Hwanggan
- Notch
- Périmètre de Busan

Contre-offensive de l'ONU :

(septembre 1950 - octobre 1950)
- Incheon
- Bombardement de Pyongyang
- Pyongyang

Intervention chinoise :

(octobre 1950 - avril 1951)
- Onjong
- Unsan
- Chongchon (Wawon)
- Réservoir de Chosin
- Évacuation de Hŭngnam
- Séoul (3e)
- Twin-Tunnels
- Jipyeong-ri
- Imjin
- Kapyong

Impasse :

(août 1951 - juillet 1953)
- Crèvecœur
- Fleuve Han
- Opération Commando
- Maryang San
- Suncheon
- Barrage de Sui-Ho
- Triangle Hill
- le Crochet
- Fleuve Samichon
- Armistice de Panmunjeom

Post armistice :
- Raid sur la Maison Bleue
- Attaque de l'EC-121
- Incident du peuplier
- Infiltration de Gangneung
- Guerre du crabe

La bataille de Wawon (en turc : Kunuri Muharebeleri), également connue sous le nom de bataille de Wayuan (en chinois : 瓦院战斗, en pinyin : Wǎ Yuàn Zhàn Dòu) fut livrée entre la république populaire de Chine et la Turquie du 27 au 29 novembre 1950 pendant la guerre de Corée.

## Contexte historique

### L'offensive nord-coréenne
Dans les heures précédant l'aube du 25 juin 1950, sous la protection d'un formidable barrage d'artillerie, 135 000 Nord-Coréens franchirent la frontière entre les deux Corées. Le gouvernement nord-coréen annonça que des troupes commandées par le « traître et bandit » Syngman Rhee avaient traversé le 38e parallèle, et que par conséquent le Nord avait été obligé de riposter « à une grave provocation des fantoches de Washington », selon L'Humanité du lendemain.
L'attaque nordiste fut dévastatrice. Au moins les deux tiers de la petite armée sud-coréenne (à peine 38 000 hommes répartis sur 4 divisions d'infanterie) étaient alors en permission, laissant le pays largement désarmé. Les Nord-Coréens attaquèrent en plusieurs endroits stratégiques, parmi lesquels Kaesong, Chunchon, Uijongbu, et Ongjin. En quelques jours, les forces sudistes, surclassées en nombre et en puissance de feu, furent mises en déroute et durent battre en retraite. Tandis que l'attaque au sol progressait, l'armée de l'air nordiste bombarda l'aéroport de Gimpo à Séoul où se trouvaient les 22 avions de liaison et d'entraînement de l'aviation du sud. Séoul fut prise dans l'après-midi du 28 juin et Osan, Pyongtaek, Cheonan et Daejeon défendus par les Américains tombent début juillet. L'établissement du périmètre de Busan permet de stopper l'offensive nord-coréenne.

### Contre-attaque des forces de l'ONU
En septembre 1950, les forces de l'ONU contre-attaquent et parviennent à reprendre Incheon et Séoul. Celles-ci parviennent à refluer les troupes de l'Armée populaire de Corée jusqu'au réservoir de Chosin, une position montagneuse située dans la province de Hamgyong du Sud en CDN. La guerre (de mouvement du moins) paraissait alors terminée. Dès lors, voyant là un tournant du conflit, la Chine rejoint alors la guerre de Corée du côté de la Corée du Nord.

## Déroulement de la bataille
La bataille a lieu près de Wawon en Corée du Nord et visait à retarder l'avancée des forces des Nations unies en novembre 1950 par l'intervention de la Chine dans le conflit en déployant l'« armée des volontaires du peuple chinois » (中国|人民|志愿|军, 中國|人民|志願|軍). Il s'agit du premier engagement mené par la Turquie hors de ses frontières depuis la fin de la Première Guerre mondiale. L'effondrement du flanc droit de la 8e armée américaine avait permis aux Chinois de lancer une contre-attaque. Bien que la brigade turque eût tenté de contenir l'offensive chinoise de la 114e division, Wawon tombe aux mains des communistes. Les Turcs parviennent en revanche à défendre Kunu-ri, plus à l'est, jusqu'à ce qu'ils soient relevés par la 2e division d'infanterie américaine.